# Centrale nucléaire de Humboldt Bay
La Centrale Nucléaire de Humboldt Bay était un réacteur à eau bouillante de 63 MWe appartenant à la compagnie Pacific Gas and Electric qui a été exploitée de 1963 jusqu'en 1976. Son site est au nord-ouest de la Californie. Compte tenu de sa faible taille, les inquiétudes générées par la découverte d'une faille sismique ont conduit à la fermeture du site en juin 1976.
Depuis cette date elle est conservée dans un état d'arrêt sûr.